# João Carlos Saldanha de Oliveira e Daun
João Carlos Gregório Domingos Vicente Francisco de Saldanha Oliveira e Daun, 1. vévoda ze Saldanha (17. listopadu 1790 Lisabon – 20. listopadu 1876 Londýn) byl portugalský maršál a státník.

## Mládí
Saldanha se narodil 17. listopadu 1790 v Azinhaze. Byl vnukem Sebastiãa Josého de Carvalho e Melo, 1. markýze z Pombalu, státního sekretáře krále Josefa I.
Saldanha studoval na univerzitě v Coimbře, bojoval proti Francouzům a v roce 1810 byl zajat. Po propuštění odešel do Brazílie, kde působil ve vojenských a diplomatických službách. Do Portugalska se vrátil po vyhlášení nezávislosti Brazílie.

## Liberální války
Vévoda ze Saldanha, jak je běžně znám, byl jednou z nejdominantnějších osobností války a politiky v Portugalsku od revoluce roku 1820 až do své smrti v roce 1876. Hrál důležitou roli v boji mezi bratry Petrem IV. Portugalským (I. Brazilským) a Michalem Portugalským během Liberálních válek.
Saldanha se stal ministrem zahraničí v roce 1825 a byl guvernérem Porta v letech 1826–27. Připojil se k Petrovi proti Michalovi. Bojoval v Belfastadě, obléhání Porta a bitvě u Almoster. V roce 1833 byl odměněn titulem maršála Portugalska a o rok později uzavřel Concession of Evoramonte s poraženým Michalem.
V roce 1835 byl jmenován ministrem války a předsedou rady, ale téhož roku rezignoval. Po revoluci roku 1836, kterou sám podnítil, odešel do exilu, dokud nebyl povolán zpět v roce 1846.

## Pozdější život
Po návratu z exilu v roce 1846 byl Saldanha povýšen na vévodu ze Saldanha a sestavil vládu, která padla v roce 1849. V roce 1851 zorganizoval nové povstání a stal se hlavním ministrem jako vůdce koaliční strany složené ze septembristů a nespokojených cartistů. U moci zůstal až do nástupu Petra V. v roce 1856, a pak byl vyslancem v Římě (1862–64 a 1866–69). Stal se předsedou vlády ještě jednou na několik měsíců v roce 1870 (květen–srpen) a v roce 1871 byl vyslán do Londýna jako vyslanec, kde zemřel.
Saldanha byl polyglot (mluvil anglicky, francouzsky a německy s dokonalou plynulostí) a učenec. Napsal O spojení mezi pravými vědami a zjeveným náboženstvím, které bylo publikováno v Berlíně.
Saldanha měl syna, který zemřel v Berlíně v roce 1845.